# Vitex tristis
Vitex tristis là một loài thực vật có hoa trong họ Hoa môi. Loài này được Scott-Elliot miêu tả khoa học đầu tiên năm 1891.